# Kampioenschap van Zürich 2002
Het Kampioenschap van Zürich 2002 was de 89e editie van deze wielerkoers (ook wel bekend als Züri-Metzgete) en werd verreden op 18 augustus, in en rond Zürich, Zwitserland. De koers was 236,6 kilometer lang en maakte deel uit van de wereldbeker. Aan de start stonden 177 renners, waarvan 54 de finish bereikten.

## Uitslag
| Kampioenschap van Zürich 2002 |                      |                              |            |
| Plaats                        | Naam                 | Ploeg                        | Tijd       |
| Winnaar                       | Dario Frigo          | Tacconi Sport                | 5u 56' 54" |
| 2                             | Paolo Bettini        | Mapei-Quick Step             | + 1' 06"   |
| 3                             | Lance Armstrong      | US Postal (wielerploeg)      | z.t.       |
| 4                             | Massimiliano Gentili | Acqua & Sapone-Cantina Tollo | z.t.       |
| 5                             | Carlos Sastre        | Team CSC Tiscali             | z.t.       |
| 6                             | Michele Bartoli      | Fassa Bortolo                | z.t.       |
| 7                             | Davide Rebellin      | Team Gerolsteiner            | z.t.       |
| 8                             | Oscar Camenzind      | Phonak Hearing Systems       | z.t.       |
| 9                             | Ivan Basso           | Fassa Bortolo                | z.t.       |
| 10                            | Laurent Dufaux       | Alessio                      | z.t.       |
|                               |                      |                              |            |
| 20                            | Dave Bruylandts      | Domo-Farm Frites             | + 1' 34"   |
| 29                            | Michael Boogerd      | Rabobank                     | + 1' 34"   |